# Porto-Lissabon
Porto-Lissabon was een jaarlijkse wielerwedstrijd in Portugal. De wedstrijd werd ieder jaar op 10 juni, de nationale feestdag van Portugal, gehouden. De wedstrijd was 330-340 kilometer lang, waardoor het na het verdwijnen van Bordeaux-Parijs in 1988 de langste wedstrijd op de professionele kalender was. Tussen 1911 en 2004 zijn in totaal 69 edities gereden.

## Algemeen
De wedstrijd had vroeger nog redelijk wat aanzien, maar in de laatste jaren reden er enkel nog Portugese teams mee. In 2004 werd de laatste editie werd gehouden, deze werd gewonnen door Pedro Soeiro. Sinds het verdwijnen van deze wedstrijd is Milaan-San Remo de langste professionele eendagskoers van het jaar.
Twee Belgen wisten de wedstrijd te winnen: Walter Godefroot in 1967 en Eric Leman in 1968.

## Lijst van winnaars

### Overwinningen per land
| Zege's | Land                                    |
| ------ | --------------------------------------- |
| 66     | Portugal                                |
| 2      | België, Spanje                          |
| 1      | Frankrijk, Rusland, Brazilië, Bulgarije |